# Serie A1 2020-2021 (pallavolo)
La Serie A1 2020-2021 si è svolta dal 19 settembre 2020 al 20 aprile 2021: al torneo hanno partecipato tredici squadre di club italiane e la vittoria finale è andata per la quarta volta, la terza consecutiva, all'Imoco.

## Regolamento

### Formula
Le squadre hanno disputato un girone all'italiana, con gare di andata e ritorno, per un totale di ventisei giornate; al termine della regular season:
- Le prime dodici classificate hanno acceduto ai play-off scudetto, strutturati in ottavi di finale (a cui non parteciperanno le prime quattro classificate, già qualificate ai quarti di finale), giocati con gare di andata e ritorno (in caso di parità di punti, coi punteggi di 3-0 e 3-1 sono stati assegnati 3 punti alla squadra vincente e 0 a quella perdente, col punteggio di 3-2 sono stati assegnati 2 punti alla squadra vincente e 1 a quella perdente, viene disputato un golden set), quarti di finale, semifinali e finale, tutte giocate al meglio di due vittorie su tre gare.
- L'ultima classificata è retrocessa in Serie A2[3].

### Criteri di classifica
Se il risultato finale è stato di 3-0 o 3-1 sono stati assegnati 3 punti alla squadra vincente e 0 a quella sconfitta, se il risultato finale è stato di 3-2 sono stati assegnati 2 punti alla squadra vincente e 1 a quella sconfitta.
L'ordine del posizionamento in classifica è stato definito in base a:
- Punti;
- Numero di partite vinte;
- Ratio dei set vinti/persi;
- Ratio dei punti realizzati/subiti.

## Squadre partecipanti
Al campionato di Serie A1 2020-21 hanno partecipato tredici squadre; due squadre che hanno avuto il diritto di partecipazione, ossia il Filottrano e la VolAlto Caserta hanno, la prima, rinunciato all'iscrizione, la seconda, esclusa per inadempienze finanziarie: al posto della prima è stata ripescata la Trentino Rosa, mentre al posto della seconda non è stata ripescata alcuna squadra.
| Club                  | Stagione | Città                       | Impianto               | Stagione precedente                              |
| --------------------- | -------- | --------------------------- | ---------------------- | ------------------------------------------------ |
| AGIL                  | dettagli | Novara                      | PalaTerdoppio          | 3ª in Serie A1                                   |
| Bergamo               | dettagli | Bergamo                     | Palazzetto dello sport | 8ª in Serie A1                                   |
| Casalmaggiore         | dettagli | Casalmaggiore               | PalaRadi               | 6ª in Serie A1                                   |
| Chieri '76            | dettagli | Chieri                      | PalaMaddalene          | 7ª in Serie A1                                   |
| Cuneo Granda          | dettagli | Cuneo                       | PalaCastagnaretta      | 10ª in Serie A1                                  |
| Imoco                 | dettagli | Conegliano                  | PalaVerde              | 1ª in Serie A1                                   |
| Millenium Brescia     | dettagli | Brescia                     | PalaGeorge             | 11ª in Serie A1                                  |
| Pro Victoria          | dettagli | Monza                       | Palazzetto dello Sport | 5ª in Serie A1                                   |
| San Casciano          | dettagli | San Casciano in Val di Pesa | Nelson Mandela Forum   | 9ª in Serie A1                                   |
| Savino Del Bene       | dettagli | Scandicci                   | Palazzetto dello Sport | 4ª in Serie A1                                   |
| Trentino Rosa         | dettagli | Trento                      | PalaSanbapolis         | 1ª in Serie A2 (girone B); 1ª in pool promozione |
| UYBA                  | dettagli | Busto Arsizio               | PalaPiantanida         | 2ª in Serie A1                                   |
| Wealth Planet Perugia | dettagli | Perugia                     | PalaEvangelisti        | 13ª in Serie A1                                  |

## Torneo

### Regular season

#### Risultati
| Prima giornata |                                    |      |                                  |
|                |                                    |      |                                  |
| Riposa:        | AGIL                               | AGIL | AGIL                             |
| 20-09          | Imoco - Casalmaggiore              | 3-1  | 23-25, 25-12, 25-15, 25-19       |
| 19-09          | Pro Victoria - UYBA                | 3-1  | 25-13, 25-22, 21-25, 25-22       |
| 20-09          | Bergamo - Savino Del Bene          | 2-3  | 23-25, 25-22, 25-19, 21-25, 6-15 |
| 20-09          | San Casciano - Cuneo Granda        | 1-3  | 23-25, 25-23, 21-25, 21-25       |
| 19-09          | Wealth Planet Perugia - Chieri '76 | 0-3  | 22-25, 18-25, 20-25              |
| 20-09          | Trentino Rosa - Millenium Brescia  | 3-0  | 25-18, 26-24, 25-19              |

| Seconda giornata |                                         |            |                                   |
|                  |                                         |            |                                   |
| Riposa:          | Chieri '76                              | Chieri '76 | Chieri '76                        |
| 27-09            | UYBA - Imoco                            | 0-3        | 21-25, 20-25, 23-25               |
| 27-09            | AGIL - Bergamo                          | 3-0        | 27-25, 25-20, 25-15               |
| 27-09            | Savino Del Bene - Wealth Planet Perugia | 3-1        | 17-25, 25-20, 25-22, 25-22        |
| 26-09            | Casalmaggiore - Trentino Rosa           | 1-3        | 24-26, 25-22, 21-25, 24-26        |
| 27-09            | Cuneo Granda - Pro Victoria             | 3-0        | 25-22, 31-29, 25-23               |
| 27-09            | Millenium Brescia - San Casciano        | 2-3        | 25-21, 19-25, 25-18, 23-25, 12-15 |

| Terza giornata |                                      |                   |                            |
|                |                                      |                   |                            |
| Riposa:        | Millenium Brescia                    | Millenium Brescia | Millenium Brescia          |
| 03-10          | Imoco - Savino Del Bene              | 3-0               | 25-18, 25-16, 25-21        |
| 04-10          | UYBA - Trentino Rosa                 | 3-0               | 25-23, 25-18, 25-21        |
| 20-10          | Pro Victoria - San Casciano          | 3-1               | 25-20, 22-25, 25-15, 25-22 |
| 04-10          | Chieri '76 - AGIL                    | 0-3               | 20-25, 20-25, 16-25        |
| 04-10          | Bergamo - Casalmaggiore              | 0-3               | 12-25, 23-25, 18-25        |
| 04-10          | Wealth Planet Perugia - Cuneo Granda | 3-1               | 25-23, 22-25, 27-25, 25-19 |

| Quarta giornata |                                       |      |                                   |
|                 |                                       |      |                                   |
| Riposa:         | UYBA                                  | UYBA | UYBA                              |
| 10-10           | Pro Victoria - AGIL                   | 3-1  | 26-24, 25-21, 22-25, 25-20        |
| 10-10           | Casalmaggiore - Wealth Planet Perugia | 3-0  | 25-17, 25-20, 25-17               |
| 11-10           | San Casciano - Savino Del Bene        | 0-3  | 22-25, 23-25, 19-25               |
| 10-10           | Cuneo Granda - Chieri '76             | 3-2  | 28-26, 27-29, 23-25, 25-21, 15-11 |
| 11-10           | Millenium Brescia - Imoco             | 0-3  | 15-25, 16-25, 13-25               |
| 11-10           | Trentino Rosa - Bergamo               | 3-0  | 25-20, 25-21, 25-15               |

| Quinta giornata |                                       |       |                                   |
|                 |                                       |       |                                   |
| Riposa:         | Imoco                                 | Imoco | Imoco                             |
| 21-10           | Millenium Brescia - UYBA              | 1-3   | 22-25, 25-23, 16-25, 21-25        |
| 11-11           | AGIL - Cuneo Granda                   | 3-1   | 23-25, 25-14, 27-25, 25-13        |
| 14-10           | Savino Del Bene - Casalmaggiore       | 3-1   | 12-25, 25-22, 25-19, 25-19        |
| 14-10           | Chieri '76 - Pro Victoria             | 3-2   | 25-15, 24-26, 25-19, 22-25, 16-14 |
| 13-10           | Bergamo - San Casciano                | 1-3   | 24-26, 16-25, 25-21, 20-25        |
| 14-10           | Trentino Rosa - Wealth Planet Perugia | 3-0   | 25-23, 25-21, 25-19               |

| Sesta giornata |                               |              |                                  |
|                |                               |              |                                  |
| Riposa:        | Pro Victoria                  | Pro Victoria | Pro Victoria                     |
| 17-10          | AGIL - Millenium Brescia      | 3-0          | 25-18, 25-16, 25-16              |
| 18-10          | Casalmaggiore - Chieri '76    | 0-3          | 17-25, 24-26, 19-25              |
| 18-10          | San Casciano - Trentino Rosa  | 3-2          | 16-25, 25-17, 22-25, 25-12, 15-4 |
| 18-11          | Cuneo Granda - Bergamo        | 1-3          | 22-25, 25-17, 30-32, 21-25       |
| 18-10          | Wealth Planet Perugia - Imoco | 0-3          | 18-25, 15-25, 21-25              |
| 18-10          | UYBA - Savino Del Bene        | 1-3          | 23-25, 33-31, 18-25, 21-25       |

| Settima giornata |                                 |               |                                   |
|                  |                                 |               |                                   |
| Riposa:          | Casalmaggiore                   | Casalmaggiore | Casalmaggiore                     |
| 24-10            | Imoco - Pro Victoria            | 3-0           | 25-16, 25-23, 25-14               |
| 18-11            | UYBA - San Casciano             | 0-3           | 15-25, 18-25, 20-25               |
| 24-10            | Savino Del Bene - AGIL          | 2-3           | 21-25, 17-25, 25-23, 25-23, 16-18 |
| 25-10            | Bergamo - Wealth Planet Perugia | 3-1           | 25-17, 25-20, 19-25, 27-25        |
| 24-10            | Millenium Brescia - Chieri '76  | 0-3           | 22-25, 19-25, 20-25               |
| 03-12            | Trentino Rosa - Cuneo Granda    | 3-0           | 25-19, 25-23, 25-18               |

| Ottava giornata |                                  |                 |                                   |
|                 |                                  |                 |                                   |
| Riposa:         | Savino Del Bene                  | Savino Del Bene | Savino Del Bene                   |
| 28-10           | AGIL - Casalmaggiore             | 3-0             | 25-17, 25-18, 25-18               |
| 28-10           | Pro Victoria - Bergamo           | 3-2             | 21-25, 25-14, 25-21, 27-29, 15-10 |
| 29-11           | Chieri '76 - Trentino Rosa       | 3-0             | 25-13, 25-20, 25-14               |
| 28-10           | San Casciano - Imoco             | 1-3             | 25-19, 24-26, 19-25, 17-25        |
| 28-11           | Cuneo Granda - Millenium Brescia | 3-2             | 25-20, 24-26, 20-25, 25-18, 16-14 |
| 28-11           | Wealth Planet Perugia - UYBA     | 2-3             | 23-25, 23-25, 25-17, 25-23, 12-15 |

| Nona giornata |                                |                       |                                   |
|               |                                |                       |                                   |
| Riposa:       | Wealth Planet Perugia          | Wealth Planet Perugia | Wealth Planet Perugia             |
| 01-11         | Imoco - Cuneo Granda           | 3-0                   | 25-11, 25-10, 25-16               |
| 09-02         | UYBA - Casalmaggiore           | 3-0                   | 25-18, 25-22, 25-15               |
| 31-10         | Pro Victoria - Savino Del Bene | 3-2                   | 25-21, 22-25, 25-13, 19-25, 15-10 |
| 31-10         | Chieri '76 - San Casciano      | 3-1                   | 21-25, 25-22, 25-18, 25-19        |
| 01-11         | Millenium Brescia - Bergamo    | 3-1                   | 23-25, 25-15, 25-21, 25-16        |
| 18-11         | Trentino Rosa - AGIL           | 1-3                   | 25-23, 14-25, 17-25, 22-25        |

| Decima giornata |                                   |              |                                  |
|                 |                                   |              |                                  |
| Riposa:         | San Casciano                      | San Casciano | San Casciano                     |
| 13-01           | UYBA - Chieri '76                 | 0-3          | 23-25, 25-27, 22-25              |
| 04-11           | Casalmaggiore - Millenium Brescia | 3-2          | 25-21, 22-25, 20-25, 25-15, 15-9 |
| 04-11           | Bergamo - Imoco                   | 0-3          | 14-25, 19-25, 17-25              |
| 25-11           | Savino Del Bene - Cuneo Granda    | 3-0          | 25-13, 25-10, 25-17              |
| 05-12           | Wealth Planet Perugia - AGIL      | 0-3          | 18-25, 21-25, 12-25              |
| 25-11           | Trentino Rosa - Pro Victoria      | 0-3          | 18-25, 18-25, 23-25              |

| Undicesima giornata |                                           |              |                                   |
|                     |                                           |              |                                   |
| Riposa:             | Cuneo Granda                              | Cuneo Granda | Cuneo Granda                      |
| 09-11               | Imoco - Trentino Rosa                     | 3-1          | 25-9, 25-17, 20-25, 25-17         |
| 08-11               | AGIL - San Casciano                       | 3-2          | 24-26, 25-20, 25-14, 22-25, 15-13 |
| 27-01               | Savino Del Bene - Chieri '76              | 2-3          | 25-22, 27-25, 20-25, 19-25, 7-15  |
| 07-11               | Casalmaggiore - Pro Victoria              | 2-3          | 23-25, 25-20, 25-16, 24-26, 13-15 |
| 08-11               | Bergamo - UYBA                            | 3-2          | 24-26, 28-26, 25-23, 18-25, 15-10 |
| 08-11               | Millenium Brescia - Wealth Planet Perugia | 2-3          | 21-25, 18-25, 25-19, 25-17, 13-15 |

| Dodicesima giornata |                                      |               |                                   |
|                     |                                      |               |                                   |
| Riposa:             | Trentino Rosa                        | Trentino Rosa | Trentino Rosa                     |
| 14-11               | AGIL - Imoco                         | 0-3           | 18-25, 14-25, 16-25               |
| 15-11               | Savino Del Bene - Millenium Brescia  | 3-2           | 25-13, 22-25, 25-18, 14-25, 15-13 |
| 15-11               | Pro Victoria - Wealth Planet Perugia | 3-1           | 26-28, 25-20, 25-23, 25-21        |
| 05-12               | Chieri '76 - Bergamo                 | 3-0           | 25-17, 25-17, 25-17               |
| 14-11               | San Casciano - Casalmaggiore         | 3-0           | 25-12, 32-30, 25-21               |
| 15-11               | Cuneo Granda - UYBA                  | 3-2           | 25-23, 18-25, 26-24, 25-27, 15-10 |

| Tredicesima giornata |                                      |         |                            |
|                      |                                      |         |                            |
| Riposa:              | Bergamo                              | Bergamo | Bergamo                    |
| 24-11                | Imoco - Chieri '76                   | 3-1     | 25-21, 24-26, 25-19, 25-18 |
| 21-11                | UYBA - AGIL                          | 0-3     | 27-29, 16-25, 15-25        |
| 21-11                | Casalmaggiore - Cuneo Granda         | 3-0     | 25-22, 31-29, 28-26        |
| 21-11                | Millenium Brescia - Pro Victoria     | 0-3     | 15-25, 19-25, 21-25        |
| 21-11                | Wealth Planet Perugia - San Casciano | 3-1     | 26-24, 16-25, 29-27, 25-9  |
| 21-11                | Trentino Rosa - Savino Del Bene      | 0-3     | 21-25, 27-29, 21-25        |

| Quattordicesima giornata |                                    |      |                                   |
|                          |                                    |      |                                   |
| Riposa:                  | AGIL                               | AGIL | AGIL                              |
| 16-12                    | Casalmaggiore - Imoco              | 1-3  | 16-25, 16-25, 25-23, 18-25        |
| 17-02                    | UYBA - Pro Victoria                | 3-0  | 25-22, 25-23, 25-22               |
| 17-02                    | Savino Del Bene - Bergamo          | 3-0  | 25-15, 25-19, 25-20               |
| 16-12                    | Cuneo Granda - San Casciano        | 3-0  | 25-20, 25-23, 25-23               |
| 10-02                    | Chieri '76 - Wealth Planet Perugia | 2-3  | 23-25, 25-22, 26-24, 22-25, 11-15 |
| 16-12                    | Millenium Brescia - Trentino Rosa  | 2-3  | 23-25, 25-20, 22-25, 28-26, 12-15 |

| Quindicesima giornata |                                         |            |                                   |
|                       |                                         |            |                                   |
| Riposa:               | Chieri '76                              | Chieri '76 | Chieri '76                        |
| 24-12                 | Imoco - UYBA                            | 3-0        | 25-16, 25-16, 28-26               |
| 23-12                 | Bergamo - AGIL                          | 0-3        | 20-25, 18-25, 22-25               |
| 20-01                 | Wealth Planet Perugia - Savino Del Bene | 1-3        | 16-25, 25-23, 18-25, 21-25        |
| 18-02                 | Trentino Rosa - Casalmaggiore           | 3-2        | 16-25, 25-23, 12-25, 25-19, 15-10 |
| 13-01                 | Pro Victoria - Cuneo Granda             | 3-1        | 25-19, 25-21, 22-25, 25-21        |
| 07-03                 | San Casciano - Millenium Brescia        | 1-3        | 25-20, 20-25, 23-25, 21-25        |

| Sedicesima giornata |                                      |                   |                                   |
|                     |                                      |                   |                                   |
| Riposa:             | Millenium Brescia                    | Millenium Brescia | Millenium Brescia                 |
| 13-01               | Savino Del Bene - Imoco              | 0-3               | 22-25, 20-25, 15-25               |
| 28-01               | Trentino Rosa - UYBA                 | 0-3               | 14-25, 16-25, 19-25               |
| 17-01               | San Casciano - Pro Victoria          | 0-3               | 17-25, 17-25, 20-25               |
| 19-12               | AGIL - Chieri '76                    | 3-0               | 25-22, 26-24, 25-21               |
| 20-12               | Casalmaggiore - Bergamo              | 3-2               | 29-27, 25-19, 20-25, 17-25, 15-9  |
| 17-02               | Cuneo Granda - Wealth Planet Perugia | 2-3               | 22-25, 25-17, 25-20, 24-26, 13-15 |

| Diciassettesima giornata |                                       |      |                                  |
|                          |                                       |      |                                  |
| Riposa:                  | UYBA                                  | UYBA | UYBA                             |
| 20-01                    | AGIL - Pro Victoria                   | 0-3  | 23-25, 23-25, 22-25              |
| 03-02                    | Wealth Planet Perugia - Casalmaggiore | 0-3  | 18-25, 21-25, 17-25              |
| 10-02                    | Savino Del Bene - San Casciano        | 3-1  | 25-14, 25-17, 24-26, 25-12       |
| 26-12                    | Chieri '76 - Cuneo Granda             | 2-3  | 25-20, 22-25, 25-22, 17-25, 9-15 |
| 29-12                    | Imoco - Millenium Brescia             | 3-0  | 25-22, 25-23, 25-17              |
| 04-03                    | Bergamo - Trentino Rosa               | 2-3  | 27-25, 25-21, 19-25, 20-25, 8-15 |

| Diciottesima giornata |                                       |       |                                   |
|                       |                                       |       |                                   |
| Riposa:               | Imoco                                 | Imoco | Imoco                             |
| 10-01                 | UYBA - Millenium Brescia              | 3-1   | 25-18, 25-23, 23-25, 25-21        |
| 10-01                 | Cuneo Granda - AGIL                   | 1-3   | 25-23, 16-25, 28-30, 14-25        |
| 09-01                 | Casalmaggiore - Savino Del Bene       | 1-3   | 18-25, 25-17, 22-25, 21-25        |
| 10-01                 | Pro Victoria - Chieri '76             | 3-2   | 26-24, 22-25, 19-25, 25-21, 15-13 |
| 10-01                 | San Casciano - Bergamo                | 3-1   | 25-22, 25-14, 24-26, 25-17        |
| 07-03                 | Wealth Planet Perugia - Trentino Rosa | 3-1   | 21-25, 25-19, 25-18, 25-7         |

| Diciannovesima giornata |                               |              |                                  |
|                         |                               |              |                                  |
| Riposa:                 | Pro Victoria                  | Pro Victoria | Pro Victoria                     |
| 16-01                   | Millenium Brescia - AGIL      | 0-3          | 19-25, 19-25, 16-25              |
| 17-01                   | Chieri '76 - Casalmaggiore    | 3-0          | 25-19, 25-11, 25-19              |
| 21-02                   | Trentino Rosa - San Casciano  | 2-3          | 15-25, 25-21, 31-29, 26-28, 8-15 |
| 16-01                   | Bergamo - Cuneo Granda        | 3-1          | 22-25, 25-23, 25-22, 25-16       |
| 17-01                   | Imoco - Wealth Planet Perugia | 3-1          | 23-25, 25-22, 25-21, 25-15       |
| 17-01                   | Savino Del Bene - UYBA        | 1-3          | 27-25, 17-25, 20-25, 23-25       |

| Ventesima giornata |                                 |               |                     |
|                    |                                 |               |                     |
| Riposa:            | Casalmaggiore                   | Casalmaggiore | Casalmaggiore       |
| 30-01              | Pro Victoria - Imoco            | 0-3           | 15-25, 20-25, 25-27 |
| 20-01              | San Casciano - UYBA             | 0-3           | 19-25, 20-25, 21-25 |
| 30-01              | AGIL - Savino Del Bene          | 3-0           | 25-22, 25-23, 25-22 |
| 31-01              | Wealth Planet Perugia - Bergamo | 0-3           | 20-25, 20-25, 18-25 |
| 31-01              | Chieri '76 - Millenium Brescia  | 3-0           | 25-13, 25-19, 25-17 |
| 31-01              | Cuneo Granda - Trentino Rosa    | 3-0           | 25-13, 25-20, 25-13 |

| Ventunesima giornata |                                  |                 |                                  |
|                      |                                  |                 |                                  |
| Riposa:              | Savino Del Bene                  | Savino Del Bene | Savino Del Bene                  |
| 05-01                | Casalmaggiore - AGIL             | 1-3             | 19-25, 12-25, 25-22, 25-27       |
| 06-01                | Bergamo - Pro Victoria           | 0-3             | 16-25, 21-25, 20-25              |
| 24-02                | Trentino Rosa - Chieri '76       | 2-3             | 25-15, 12-25, 15-25, 25-23, 8-15 |
| 06-01                | Imoco - San Casciano             | 3-0             | 25-20, 25-18, 25-11              |
| 06-01                | Millenium Brescia - Cuneo Granda | 2-3             | 25-17, 20-25, 25-20, 23-25, 7-15 |
| 06-01                | UYBA - Wealth Planet Perugia     | 3-0             | 25-20, 25-18, 26-24              |

| Ventiduesima giornata |                                |                       |                            |
|                       |                                |                       |                            |
| Riposa:               | Wealth Planet Perugia          | Wealth Planet Perugia | Wealth Planet Perugia      |
| 07-02                 | Cuneo Granda - Imoco           | 1-3                   | 23-25, 25-21, 18-25, 12-25 |
| 06-03                 | Casalmaggiore - UYBA           | 1-3                   | 22-25, 25-23, 20-25, 19-25 |
| 07-03                 | Savino Del Bene - Pro Victoria | 1-3                   | 25-20, 21-25, 19-25, 29-31 |
| 06-02                 | San Casciano - Chieri '76      | 3-1                   | 23-25, 25-20, 25-21, 26-24 |
| 07-02                 | Bergamo - Millenium Brescia    | 3-1                   | 25-23, 23-25, 25-23, 25-21 |
| 10-02                 | AGIL - Trentino Rosa           | 3-0                   | 25-15, 25-18, 25-14        |

| Ventitreesima giornata |                                   |              |                                  |
|                        |                                   |              |                                  |
| Riposa:                | San Casciano                      | San Casciano | San Casciano                     |
| 14-02                  | Chieri '76 - UYBA                 | 2-3          | 25-15, 23-25, 25-21, 20-25, 9-15 |
| 14-02                  | Millenium Brescia - Casalmaggiore | 3-1          | 25-20, 18-25, 25-23, 25-19       |
| 14-02                  | Imoco - Bergamo                   | 3-0          | 25-18, 25-14, 25-18              |
| 14-02                  | Cuneo Granda - Savino Del Bene    | 1-3          | 23-25, 19-25, 25-17, 13-25       |
| 14-02                  | AGIL - Wealth Planet Perugia      | 3-0          | 25-19, 27-25, 25-22              |
| 14-02                  | Pro Victoria - Trentino Rosa      | 3-0          | 25-12, 25-17, 25-18              |

| Ventiquattresima giornata |                                           |              |                            |
|                           |                                           |              |                            |
| Riposa:                   | Cuneo Granda                              | Cuneo Granda | Cuneo Granda               |
| 23-01                     | Trentino Rosa - Imoco                     | 0-3          | 18-25, 15-25, 17-25        |
| 29-12                     | San Casciano - AGIL                       | 0-3          | 27-29, 18-25, 18-25        |
| 24-01                     | Chieri '76 - Savino Del Bene              | 3-1          | 22-25, 34-32, 25-17, 25-20 |
| 23-01                     | Pro Victoria - Casalmaggiore              | 3-1          | 25-23, 24-26, 25-23, 25-13 |
| 24-01                     | UYBA - Bergamo                            | 3-0          | 25-16, 25-18, 25-15        |
| 24-01                     | Wealth Planet Perugia - Millenium Brescia | 3-1          | 25-14, 25-18, 14-25, 25-20 |

| Venticinquesima giornata |                                      |               |                                   |
|                          |                                      |               |                                   |
| Riposa:                  | Trentino Rosa                        | Trentino Rosa | Trentino Rosa                     |
| 20-02                    | Imoco - AGIL                         | 3-0           | 25-19, 25-22, 25-18               |
| 21-02                    | Millenium Brescia - Savino Del Bene  | 2-3           | 14-25, 26-24, 25-20, 21-25, 12-15 |
| 20-02                    | Wealth Planet Perugia - Pro Victoria | 1-3           | 20-25, 25-19, 23-25, 13-25        |
| 21-02                    | Bergamo - Chieri '76                 | 1-3           | 18-25, 31-29, 20-25, 23-25        |
| 29-01                    | Casalmaggiore - San Casciano         | 3-0           | 25-18, 29-27, 25-21               |
| 21-02                    | UYBA - Cuneo Granda                  | 3-1           | 17-25, 25-18, 25-19, 25-15        |

| Ventiseiesima giornata |                                      |         |                                   |
|                        |                                      |         |                                   |
| Riposa:                | Bergamo                              | Bergamo | Bergamo                           |
| 27-02                  | Chieri '76 - Imoco                   | 1-3     | 23-25, 25-22, 23-25, 29-31        |
| 28-02                  | AGIL - UYBA                          | 1-3     | 23-25, 22-25, 25-19, 17-25        |
| 27-02                  | Cuneo Granda - Casalmaggiore         | 3-2     | 23-25, 25-19, 32-30, 16-25, 15-11 |
| 27-02                  | Pro Victoria - Millenium Brescia     | 3-1     | 25-23, 20-25, 25-13, 25-22        |
| 27-02                  | San Casciano - Wealth Planet Perugia | 1-3     | 22-25, 16-25, 25-21, 19-25        |
| 28-02                  | Savino Del Bene - Trentino Rosa      | 3-0     | 25-15, 25-18, 25-15               |

#### Classifica
| Pos. | Squadra               | Pt | G  | V  | P  | SV | SP | Ratio | PF    | PS    | Ratio |
| ---- | --------------------- | -- | -- | -- | -- | -- | -- | ----- | ----- | ----- | ----- |
| 1.   | Imoco                 | 72 | 24 | 24 | 0  | 72 | 8  | 9,000 | 1 987 | 1 494 | 1,330 |
| 2.   | AGIL                  | 55 | 24 | 19 | 5  | 59 | 23 | 2,565 | 1 965 | 1 690 | 1,163 |
| 3.   | Pro Victoria          | 54 | 24 | 19 | 5  | 59 | 32 | 1,844 | 2 109 | 1 946 | 1,084 |
| 4.   | UYBA                  | 45 | 24 | 15 | 9  | 51 | 37 | 1,378 | 2 011 | 1 927 | 1,044 |
| 5.   | Savino Del Bene       | 45 | 24 | 15 | 9  | 54 | 40 | 1,350 | 2 111 | 2 015 | 1,048 |
| 6.   | Chieri '76            | 44 | 24 | 14 | 10 | 55 | 39 | 1,410 | 2 160 | 1 995 | 1,083 |
| 7.   | Cuneo Granda          | 25 | 24 | 10 | 14 | 41 | 55 | 0,745 | 2 066 | 2 195 | 0,941 |
| 8.   | Trentino Rosa         | 24 | 24 | 8  | 16 | 33 | 55 | 0,600 | 1 727 | 2 012 | 0,858 |
| 9.   | San Casciano          | 22 | 24 | 8  | 16 | 34 | 57 | 0,596 | 1 963 | 2 078 | 0,945 |
| 10.  | Wealth Planet Perugia | 22 | 24 | 8  | 16 | 32 | 59 | 0,542 | 1 935 | 2 085 | 0,928 |
| 11.  | Casalmaggiore         | 22 | 24 | 7  | 17 | 36 | 55 | 0,655 | 1 953 | 2 058 | 0,949 |
| 12.  | Bergamo               | 21 | 24 | 6  | 18 | 30 | 60 | 0,500 | 1 851 | 2 117 | 0,874 |
| 13.  | Millenium Brescia     | 17 | 24 | 3  | 21 | 30 | 66 | 0,455 | 1 951 | 2 177 | 0,896 |

      Qualificata ai quarti di finale play-off scudetto.
      Qualificata agli ottavi di finale play-off scudetto.
      Retrocessa in Serie A2.

### Play-off scudetto

#### Tabellone
|  | Ottavi di finale | Ottavi di finale      | Ottavi di finale | Ottavi di finale |  |  | Quarti di finale | Quarti di finale      | Quarti di finale | Quarti di finale | Quarti di finale |  |   | Semifinali | Semifinali      | Semifinali | Semifinali | Semifinali |  |   | Finale | Finale | Finale | Finale | Finale |
|  |                  |                       |                  |                  |  |  |                  |                       |                  |                  |                  |  |   |            |                 |            |            |            |  |   |        |        |        |        |        |
|  |                  |                       |                  |                  |  |  | 1                | Imoco                 | 3                | 3                |                  |  |   |            |                 |            |            |            |  |   |        |        |        |        |        |
|  |                  |                       |                  |                  |  |  | 1                | Imoco                 | 3                | 3                |                  |  |   |            |                 |            |            |            |  |   |        |        |        |        |        |
|  | 9                | San Casciano          | 3                | 3                |  |  | 9                | San Casciano          | 0                | 0                |                  |  |   |            |                 |            |            |            |  |   |        |        |        |        |        |
|  | 9                | San Casciano          | 3                | 3                |  |  | 9                | San Casciano          | 0                | 0                |                  |  |   |            |                 |            |            |            |  |   |        |        |        |        |        |
|  | 8                | Trentino Rosa         | 1                | 2                |  |  |                  |                       |                  |                  |                  |  | 1 | Imoco      | 3               | 3          |            |            |  |   |        |        |        |        |        |
|  | 8                | Trentino Rosa         | 1                | 2                |  |  |                  |                       |                  |                  |                  |  | 1 | Imoco      | 3               | 3          |            |            |  |   |        |        |        |        |        |
|  |                  |                       |                  |                  |  |  |                  |                       |                  |                  |                  |  |   | 5          | Savino Del Bene | 0          | 0          |            |  |   |        |        |        |        |        |
|  |                  |                       |                  |                  |  |  |                  |                       |                  |                  |                  |  |   | 5          | Savino Del Bene | 0          | 0          |            |  |   |        |        |        |        |        |
|  |                  |                       |                  |                  |  |  | 4                | UYBA                  | 2                | 2                |                  |  |   |            |                 |            |            |            |  |   |        |        |        |        |        |
|  |                  |                       |                  |                  |  |  |                  |                       |                  |                  |                  |  |   |            |                 |            |            |            |  |   |        |        |        |        |        |
|  | 12               | Bergamo               | 0                | 0                |  |  | 5                | Savino Del Bene       | 3                | 3                |                  |  |   |            |                 |            |            |            |  |   |        |        |        |        |        |
|  | 12               | Bergamo               | 0                | 0                |  |  |                  |                       |                  |                  |                  |  |   |            |                 |            |            |            |  |   |        |        |        |        |        |
|  | 5                | Savino Del Bene       | 3                | 3                |  |  |                  |                       |                  |                  |                  |  |   |            |                 |            |            |            |  | 1 | Imoco  | 3      | 3      |        |        |
|  | 5                | Savino Del Bene       | 3                | 3                |  |  |                  |                       |                  |                  |                  |  |   |            |                 |            |            |            |  | 1 | Imoco  | 3      | 3      |        |        |
|  |                  |                       |                  |                  |  |  |                  |                       |                  |                  |                  |  |   |            |                 |            |            |            |  |   | 2      | AGIL   | 2      | 1      |        |
|  |                  |                       |                  |                  |  |  |                  |                       |                  |                  |                  |  |   |            |                 |            |            |            |  |   | 2      | AGIL   | 2      | 1      |        |
|  |                  |                       |                  |                  |  |  | 2                | AGIL                  | 3                | 3                |                  |  |   |            |                 |            |            |            |  |   |        |        |        |        |        |
|  |                  |                       |                  |                  |  |  | 2                | AGIL                  | 3                | 3                |                  |  |   |            |                 |            |            |            |  |   |        |        |        |        |        |
|  | 10               | Wealth Planet Perugia | 3                | 3                |  |  | 10               | Wealth Planet Perugia | 1                | 1                |                  |  |   |            |                 |            |            |            |  |   |        |        |        |        |        |
|  | 10               | Wealth Planet Perugia | 3                | 3                |  |  |                  |                       |                  |                  |                  |  |   |            |                 |            |            |            |  |   |        |        |        |        |        |
|  | 7                | Cuneo Granda          | 1                | 0                |  |  |                  |                       |                  |                  |                  |  | 2 | AGIL       | 3               | 3          |            |            |  |   |        |        |        |        |        |
|  | 7                | Cuneo Granda          | 1                | 0                |  |  |                  |                       |                  |                  |                  |  | 2 | AGIL       | 3               | 3          |            |            |  |   |        |        |        |        |        |
|  |                  |                       |                  |                  |  |  |                  |                       |                  |                  |                  |  |   | 3          | Pro Victoria    | 2          | 1          |            |  |   |        |        |        |        |        |
|  |                  |                       |                  |                  |  |  |                  |                       |                  |                  |                  |  |   | 3          | Pro Victoria    | 2          | 1          |            |  |   |        |        |        |        |        |
|  |                  |                       |                  |                  |  |  | 3                | Pro Victoria          | 3                | 2                | 3                |  |   |            |                 |            |            |            |  |   |        |        |        |        |        |
|  |                  |                       |                  |                  |  |  | 3                | Pro Victoria          | 3                | 2                | 3                |  |   |            |                 |            |            |            |  |   |        |        |        |        |        |
|  | 11               | Casalmaggiore         | -                | -                |  |  | 6                | Chieri '76            | 0                | 3                | 1                |  |   |            |                 |            |            |            |  |   |        |        |        |        |        |
|  | 11               | Casalmaggiore         | -                | -                |  |  | 6                | Chieri '76            | 0                | 3                | 1                |  |   |            |                 |            |            |            |  |   |        |        |        |        |        |
|  | 6                | Chieri '76            | -                | -                |  |  |                  |                       |                  |                  |                  |  |   |            |                 |            |            |            |  |   |        |        |        |        |        |
|  | 6                | Chieri '76            | -                | -                |  |  |                  |                       |                  |                  |                  |  |   |            |                 |            |            |            |  |   |        |        |        |        |        |

#### Risultati

##### Ottavi di finale
| Andata |                                      |     |                            |
|        |                                      |     |                            |
| 21-03  | Bergamo - Savino Del Bene            | 0-3 | 18-25, 17-25, 23-25        |
| -      | Casalmaggiore - Chieri '76           | -   | annullata                  |
| 20-03  | Wealth Planet Perugia - Cuneo Granda | 3-1 | 27-25, 22-25, 25-21, 25-17 |
| 21-03  | San Casciano - Trentino Rosa         | 3-1 | 25-23, 25-21, 27-29, 25-21 |

| Ritorno |                                      |     |                                   |
|         |                                      |     |                                   |
| 24-03   | Savino Del Bene - Bergamo            | 3-0 | 25-16, 25-13, 25-20               |
| -       | Chieri '76 - Casalmaggiore           | -   | annullata                         |
| 24-03   | Cuneo Granda - Wealth Planet Perugia | 0-3 | 18-25, 17-25, 11-25               |
| 24-03   | Trentino Rosa - San Casciano         | 2-3 | 27-25, 27-25, 22-25, 21-25, 12-15 |

##### Quarti di finale
| Gara 1 |                              |     |                                   |
|        |                              |     |                                   |
| 27-03  | Imoco - San Casciano         | 3-0 | 25-15, 25-17, 29-27               |
| 28-03  | UYBA - Savino Del Bene       | 2-3 | 25-17, 15-25, 30-28, 21-25, 13-15 |
| 27-03  | AGIL - Wealth Planet Perugia | 3-1 | 18-25, 25-22, 25-20, 25-17        |
| 29-03  | Pro Victoria - Chieri '76    | 3-0 | 25-22, 25-20, 25-18               |

| Gara 2 |                              |     |                                   |
|        |                              |     |                                   |
| 30-03  | San Casciano - Imoco         | 0-3 | 13-25, 20-25, 17-25               |
| 31-03  | Savino Del Bene - UYBA       | 3-2 | 22-25, 25-21, 25-22, 22-25, 15-7  |
| 31-03  | Wealth Planet Perugia - AGIL | 1-3 | 22-25, 14-25, 25-20, 22-25        |
| 01-04  | Chieri '76 - Pro Victoria    | 3-2 | 25-23, 19-25, 25-20, 17-25, 15-11 |

| Gara 3 |                           |     |                            |
|        |                           |     |                            |
| 04-04  | Pro Victoria - Chieri '76 | 3-1 | 25-19, 25-22, 18-25, 25-15 |

##### Semifinali
| Gara 1 |                         |     |                                   |
|        |                         |     |                                   |
| 07-04  | Imoco - Savino Del Bene | 3-0 | 25-23, 25-16, 25-14               |
| 07-04  | AGIL - Pro Victoria     | 3-2 | 25-21, 23-25, 25-17, 23-25, 15-10 |

| Gara 2 |                         |     |                            |
|        |                         |     |                            |
| 10-04  | Savino Del Bene - Imoco | 0-3 | 23-25, 19-25, 15-25        |
| 10-04  | Pro Victoria - AGIL     | 1-3 | 25-21, 21-25, 19-25, 23-25 |

##### Finale
| Gara 1 |              |     |                                  |
|        |              |     |                                  |
| 17-04  | Imoco - AGIL | 3-2 | 23-25, 40-38, 26-24, 23-25, 15-9 |

| Gara 2 |              |     |                            |
|        |              |     |                            |
| 20-04  | AGIL - Imoco | 1-3 | 29-31, 26-24, 18-25, 22-25 |

## Verdetti
| Squadra           | Qualificazione           |
| ----------------- | ------------------------ |
| AGIL              | Champions League 2021-22 |
| Imoco             | Champions League 2021-22 |
| Pro Victoria      | Champions League 2021-22 |
| UYBA              | Coppa CEV 2021-22        |
| Savino Del Bene   | Challenge Cup 2021-22    |
| Millenium Brescia | Serie A2 2021-22         |

## Statistiche
| Rendimento individuale | Rendimento individuale | Rendimento individuale | Rendimento individuale |
| Pos.                   | Nome                   | Punti                  | Squadra                |
| ---------------------- | ---------------------- | ---------------------- | ---------------------- |
| 1                      | Camilla Mingardi       | 424                    | UYBA                   |
| 2                      | Rosamaria Montibeller  | 408                    | Casalmaggiore          |
| 3                      | Alexa Gray             | 374                    | UYBA                   |
| 4                      | Paola Egonu            | 369                    | Imoco                  |
| 5                      | Lise Van Hecke         | 366                    | Pro Victoria           |
| 6                      | Kaja Grobelna          | 359                    | Chieri '76             |
| 7                      | Sylvia Nwakalor        | 352                    | San Casciano           |
| 8                      | Magdalena Stysiak      | 339                    | Savino Del Bene        |
| 9                      | Vittoria Piani         | 328                    | Trentino Rosa          |
| 10                     | Britt Herbots          | 327                    | AGIL                   |

| Attacchi vincenti | Attacchi vincenti     | Attacchi vincenti | Attacchi vincenti     |
| Pos.              | Nome                  | Punti             | Squadra               |
| ----------------- | --------------------- | ----------------- | --------------------- |
| 1                 | Rosamaria Montibeller | 379               | Casalmaggiore         |
| 2                 | Camilla Mingardi      | 364               | UYBA                  |
| 3                 | Alexa Gray            | 338               | UYBA                  |
| 4                 | Sylvia Nwakalor       | 318               | San Casciano          |
| 4                 | Kaja Grobelna         | 318               | Chieri '76            |
| 6                 | Lise Van Hecke        | 314               | Pro Victoria          |
| 7                 | Paola Egonu           | 307               | Imoco                 |
| 8                 | Vittoria Piani        | 291               | Trentino Rosa         |
| 9                 | Britt Herbots         | 290               | AGIL                  |
| 10                | Serena Ortolani       | 289               | Wealth Planet Perugia |

| Muri vincenti | Muri vincenti      | Muri vincenti | Muri vincenti         |
| Pos.          | Nome               | Punti         | Squadra               |
| ------------- | ------------------ | ------------- | --------------------- |
| 1             | Katerina Zakchaiou | 83            | Cuneo Granda          |
| 2             | Anna Danesi        | 77            | Pro Victoria          |
| 3             | Alessia Mazzaro    | 68            | Chieri '76            |
| 4             | Laura Heyrman      | 65            | Pro Victoria          |
| 5             | Eleonora Furlan    | 63            | Trentino Rosa         |
| 6             | Beatrice Berti     | 58            | Millenium Brescia     |
| 6             | Laura Melandri     | 58            | Casalmaggiore         |
| 8             | Nicole Koolhaas    | 55            | Wealth Planet Perugia |
| 9             | Mina Popović       | 54            | Savino Del Bene       |
| 10            | Rossella Olivotto  | 53            | UYBA                  |

| Battute vincenti | Battute vincenti  | Battute vincenti | Battute vincenti |
| Pos.             | Nome              | Punti            | Squadra          |
| ---------------- | ----------------- | ---------------- | ---------------- |
| 1                | Micha Hancock     | 52               | AGIL             |
| 2                | Paola Egonu       | 31               | Imoco            |
| 3                | Sofia D'Odorico   | 30               | Trentino Rosa    |
| 4                | Hanna Orthmann    | 29               | Pro Victoria     |
| 5                | Magdalena Stysiak | 26               | Savino Del Bene  |
| 6                | Lise Van Hecke    | 24               | Pro Victoria     |
| 7                | Caterina Bosetti  | 22               | AGIL             |
| 7                | Camilla Mingardi  | 22               | UYBA             |
| 9                | Francesca Bosio   | 21               | Chieri '76       |
| 10               | Sarah Fahr        | 20               | Imoco            |
| 10               | Anastasia Guerra  | 20               | Firenze          |

NB: I dati sono riferiti esclusivamente alla regular season.